# Производство на части и принадлежности за автомобили
Производството на части и принадлежности за автомобили е подотрасъл на автомобилната промишленост.
Той включва на производството на различни компоненти за автомобили, извън основните, като двигатели, каросерии и ремаркета. Сред произвежданите продукти са алтернатори, амортисьори, ауспуси, брони, кабелни комплекти, предпазни колани, радиатори, седалки, скоростни кутии, съединители и много други.
Производството на части и принадлежности за автомобили е сред най-бързо развиващите се промишлени отрасли в България в началото на XXI век, като към 2018 година броят на заетите е около 40 хиляди души.